# The Otaku Encyclopedia
The Otaku Encyclopedia (L'enciclopedia Otaku) è un saggio di Patrick Galbraith redatto in forma di enciclopedia tematica, pubblicato nel 2009 in Giappone, Europa e Stati Uniti dall'editore Kōdansha.
L'opera è una guida alla subcultura Otaku, e un'ampia panoramica sugli argomenti e i termini relativi.

## Contenuti
The Otaku Encyclopedia è formato da circa 600 voci sulla subcultura connessa a manga, anime e videogiochi, con 124 pagine a colori e 150 fotografie.
La figura manga di Moechan accompagna il lettore lungo tutto il libro.
Le fotografie sono di Asaki Katsuhide e le illustrazioni di Akashiro Miyu.
Il volume, che si apre con i testi introduttivi di Frederik L. Schodt e Patrick Galbraith, contiene anche 12 interviste con personalità della scena Otaku, tra cui l'artista di fama internazionale Takashi Murakami, o celebrità dei maid café di Akihabara.
Tra le persone intervistate vi sono anche il designer Kaichiro Morikawa, la cantante e blogger Shōko Nakagawa (nota come Shokotan), il produttore di anime Toshio Okada, dello studio Gainax, il regista Yutaka Yamamoto, e Bome, il più noto scultore di statuine bishōjo ispirate a manga e anime.
Il volume si chiude con una lista di anime, manga videogiochi di riferimento, ed è corredato da una bibliografia sul tema e da un elenco di siti web e riviste otaku.

## Edizioni
- Patrick Galbraith, The Otaku Encyclopedia. An insider's guide to the subculture of Cool Japan, prima edizione, brossura, Kōdansha, giugno 2009,  pp. 250,, ISBN 978-4-7700-3101-3.